# ドラえもんのひみつ道具 (な)
ドラえもんのひみつ道具 (な) では、藤子・F・不二雄の漫画『ドラえもん』、『大長編ドラえもん』(VOL.1〜17)、藤子・F・不二雄のその他の著作に登場するひみつ道具のうち 、読みが「な」で始まるものを列挙する。

## ないしょごみすてホール
ないしょごみすてホールは、「天つき地蔵」（てんとう虫コミックス第36巻に収録）に登場する。単行本での現在の名称は「ないしょごみだしホール」。
外観は皿状で、中央に穴が空いており、宙に浮かべて使用する。この穴めがけて放り込んだ物は跡形もなく中に吸い込まれて消えてしまうため、どんな大きなごみでも、大量のごみでも、いくらでも捨てることができる。
実はタイムマシンの一種であり、生物の発生していない遥か太古の世界にごみを送る仕掛けになっている。ドラえもんが使用した際はこの機能が故障しており、投げ込んだごみは超空間を漂っていた。誤って超空間に転落したドラえもんは、持っていた竹ざおをつついて閉じてしまったホールの口を開こうとしたが、数百年前の日本に通じる穴が開いてしまいそのままその時代に迷い込むことになった。
テレビアニメ第2作第2期では、タイムマシンの機能は元々存在せず、四次元空間にゴミを捨てる装置、もしくは空いている超空間（ドラえもん曰く「時空の狭間」）にゴミを溜めておく道具という設定になっている。

## ないしょペン
ないしょペンは、「ないしょペン」（てんとう虫コミックス第14巻に収録）に登場する。
このペンで手紙を書くと、書いた人と宛名の本人にしか文面が読めなくなる。インク切れなどで筆記を中断すると、最後に書かれた人名が宛名として誤認されてしまうことがある。

## ナイヘヤドア
ナイヘヤドアは、「ナイヘヤドア」（てんとう虫コミックス第15巻に収録）に登場する。
ドアの形をした道具。このドアをアパートなど（一戸建ての家でも可）の壁に貼り付けると、そのドアの向こうに特殊な空間による部屋ができ、ドアを開けて部屋に入ることができる。部屋のつくりは、アパートのほかの部屋と同じ。部屋の中からドアを外せば、外側は元通りただの壁になるので、誰にも気付かれずにそこで生活することができる。ただし特殊な空間とはいえ、ドアを外した後も通常の空間と完全に隔絶しているわけではなく、部屋の中で出した音や話し声などは隣室に伝わる。また、本来の入口とは違う位置にドアを付けて「裏口」を生じさせることもできる。
壁に貼り付けて部屋を作る機能は「かべ紙ハウス」と似ているが、ナイヘヤドアは外した時でも普通のドア同様の硬さと大きさがあるため、持ち運びの点では不便である。

## 内用宇宙服
内用宇宙服（ないよううちゅうふく）は、「宝星」（てんとう虫コミックス第44巻に収録）に登場する。
これを食べると、自分の皮膚に宇宙服と同様の性質が備わり、体ひとつで宇宙空間での活動ができる。
原作では形状不明。テレビアニメ第2作第2期「宝星」（2005年10月21日放送）では、外観は食用宇宙服とほぼ同じとされており、「SPACE WEAR」と書いてある（テレビアニメ第2作第2期「つかめドリーム！宝星」〈2022年3月19日放送〉では内用宇宙服が登場せず、代わりに食用宇宙服が登場している）。

## なおしバンとこわしバン
なおしバンとこわしバンは、「なおしバンとこわしバン」（てんとう虫コミックススペシャル『ドラえもんカラー作品集』第3巻に収録）に登場する。
箱の中に×形の青い絆創膏「なおしバン」と赤い絆創膏「こわしバン」が入っており、故障している機械や壊れている機械に「なおしバン」を貼ると、どんな物でも直る。「なおしバン」を剥がすと、故障している状態に戻る。「こわしバン」は、貼るとどんな機械でも故障して動かなくなる。「こわしバン」を剥がすと元に戻るが、剥がす以外に故障を直す方法はない。
生き物にも効果があり、怪我の治療などもできる模様。作中ではスネ夫がジャイアンの鼻のおできを直そうと「なおしバン」を貼ろうとしたが、間違えて「こわしバン」を貼ってしまい、ジャイアンの顔は酷く歪んでしまった。

## なかまいりせんこう
なかまいりせんこうは、「なかまいりせんこう」（てんとう虫コミックス第25巻に収録）に登場する。
外見は蚊取線香そっくりで、この線香の煙で人々を囲むと、使用者はその人々の仲間に入ることができる。友達同士で遊んでいる者たちを囲めば友達の1人になれ、家を囲めばその家の家族になれ、働いている人を囲めばその同業者と見なされて無理やり一緒に働かされることになる。
のび太から線香を取り上げたジャイアンは、煙が工事現場の作業員の周りを囲んだため同業者と見なされ、状況が読み込めないジャイアンは「仲間じゃないってのに!!」と泣きながらつるはしを持ちながら働かされていた。

## なかまバッジ
なかまバッジは、「なかまバッジ」（てんとう虫コミックス『ドラえもんプラス』第4巻に収録）に登場する。
太陽、月、星などを象ったバッジが2個1組で計4組ある。これを人が着けると、同じバッジを持っている同士に強い仲間意識が芽生え、片方が助けを求めていると、もう片方は助けずにいられなくなる。本来、弱いものが強いものに庇護してもらうために使われる道具であるが、つけた相手にトラブルがあれば否応なくそれに巻き込まれてしまうため、注意が必要である。

## 中身ごとのびちぢみカップ
中身ごとのびちぢみカップ（なかみごとのびちぢみカップ）は、「中身ごとのびちぢみカップ」（てんとう虫コミックススペシャル『ドラえもんカラー作品集』第2巻に収録）に登場する。
カップの中に入れた物の体積を大きくする道具である。液体の量は増えるが、固体はただ大きくなるだけとなる（ラーメンを大きくした場合、スープは量が増えて麺や具はそのまま巨大化する）。
主に食べ物の器として使用するが、直径数メートルに設定すれば、プールとして使う事も可能。

## ナカミスイトール
ナカミスイトールは、「ナカミスイトール」（てんとう虫コミックススペシャル『ドラえもんカラー作品集』第1巻に収録）に登場する。
ヘアドライヤーを象った道具。物の中身を吸い取り、後で別の場所に出現させることができる。吸い取る物は、引き出しの中身といった複数の物体や、洋服の中身である人間でも可能。
ポポン
声 - 愛河里花子
映画『ドラえもん のび太のひみつ道具博物館』に登場。ナカミスイトールの失敗作とお菓子・ジュースを混ぜて誕生したひみつ道具。ナカミスイトールの能力も備えているが、物の中身を吸い取った後、それを食べてしまう（消してしまう）。外見は『T・Pぼん』に登場するブヨヨンの色違い。

## 中身ポン
中身ポン（なかみポン）は、「中身ポン」（てんとう虫コミックススペシャル『ドラえもんカラー作品集』第2巻に収録）に登場する。
調味料のような瓶入りの粉末で、これを物に振りかけると、その中身だけがポンと外に飛び出す。箱詰めの物なら箱を開かずに中を取り出せるし、卵にかければ殻を割らずに黄身と白身を外に出したり（クラインの壺と異なり、容器や外殻が存在しなくなったかのようにすり抜ける）と、使い道は様々ある。取り出した中身を元に戻す時は、箱や外殻などを開くことなく、中へ戻すことができる。なお、人間にかけた場合、服が脱げ、全裸の状態になる。
ちなみに中身ポンで取り出した物同士を入れ替えて取り出された容器等に入れることもできる。劇中ではのび太がミカンや卵の中身を取り出して遊んだ後、間違えて入れ直したため、玉子が料理をしようと卵を割ったところ、卵からミカンの中身が出てきた。

## 流れ星製造トンカチ
流れ星製造トンカチ（ながれぼしせいぞうトンカチ）は、「流れ星製造トンカチ」（てんとう虫コミックススペシャル『ドラえもんカラー作品集』第5巻に収録）に登場する。
このトンカチで人の頭を叩くとその人の目から流れ星が出るので、すかさずその星に対して願い事を言うと願いごとが何でも叶う。効きめはかなり強く、作中ではのび助は海外旅行、玉子はダイヤモンドの指輪という願いをかなえた。
てんとう虫コミックス11巻収録「ドラえもん大事典」では、名称を「流れ星とんかち」としている。

## 流れ星ゆうどうがさ
流れ星ゆうどうがさ（ながれぼしゆうどうがさ）は、「流れ星ゆうどうがさ」（てんとう虫コミックス『ドラえもんプラス』第5巻に収録）に登場する。
流星を呼び寄せる道具。傘の開きの部分を逆さまにしたような道具で、空に向けていると先端のアンテナが光って反応し、急いで握りのボタンを押すと、流星が手元目掛けて落ちてくるのですかさず傘を閉じて捕まえる。小さなものは地表に飛来するまでに摩擦熱で燃え尽きてしまうが、あまりに大きくて危険な物が飛来した場合は、取消しボタンを押せば流星を宇宙へ帰すこともできる。
時折、遭難した宇宙人が救助を求めて出したSOSカプセルが入っているときもある。あくまで流星を呼び寄せる道具なので、「流れ星製造トンカチ」のように必ず願いがかなうというわけではない。

## なく子なぐさめき
なく子なぐさめき（なくこなぐさめき）は、外伝作品『ドラミちゃん』の第1話「じゅん番入れかわりき」（『小学館BOOK』1974年1月号掲載、藤子・F・不二雄大全集20巻収録）に登場する。
ドラミの道具で、骨組みのような構造が特徴的なロボット。泣く子の頭をなでたり鼻水を拭いたりして、慰めてくれる。

## なくし物とりよせ機
なくし物とりよせ機（なくしものとりよせき）は、「あの日あの時あのダルマ」（てんとう虫コミックス第18巻に収録）に登場する。
機械の端末を頭にあてて、なくしたり盗まれたりしたものを思い浮かべるとそれが飛び出してくる。なくしたものの形を覚えていれば取り寄せは可能（「事故で壊れた自動車」「火事で焼けた家」などの極端に大きい物も可能かは不明。作中で取り寄せたのは片手で持てる大きさの物のみ）。ただし、なくしたものではないもの（使ってしまったお金など）を取り戻すことは当然できない。
なお、なくしたものがどこかに形を保って存在している場合、取り寄せた時にそちらがそのまま残るのか消えるのかは不明。

## ナゲーなげなわ
ナゲーなげなわは、「ナゲーなげなわ」（てんとう虫コミックス第16巻に収録）に登場する。
外観はカウボーイの使う投げ縄のようだが、「――をとってこい」などと命令して縄を放ると、縄がひとりでに動いてどこまでも伸び、自動的に命令された物を捕らえてくる。

## ナニスルグラス
ナニスルグラスは、「たくはいキャップ」（てんとう虫コミックス第44巻に収録）に登場する。
「することレンズ」と同様、このグラスで人を見るとこれから何をしようと思っているかを見ることができる。

## なりきりプレート
なりきりプレートは、「なりきりプレート」（てんとう虫コミックススペシャル『ドラえもんカラー作品集』第1巻に収録）に登場する。
このプレートになりきりたいものを書き、首から提げるとそのものになりきることができる。また、周囲の人もなりきったものに合わせた反応をしてくれる。
ただしなりきれる能力には限度があり、あまりにも現実離れしたものにはなることはできない。たとえば「透明人間」になるということは、周囲の者から視認されなくなることで対応できる。一方「スーパーマン」になりきるということは、悪者を恐れさせることはできるが、空を飛ぶことまではできない。要するに、相手の反応が関係する能力しか使えない。アニメでは「スーパーマン」が「ジャイアンの母親」に変更されており、ジャイアンを恐れさせている。

## 成田山のお札
成田山のお札（なりたさんのおふだ）は、「恐怖のディナーショー」（てんとう虫コミックス第41巻に収録）に登場する。
ドラえもんがジャイアンのディナーショー対策として出したお札。成田山とだけ書かれている。未来の道具として特別な効果のあるものなのかは不明。

## ナワバリエキス
ナワバリエキスは、「ナワバリエキス」（てんとう虫コミックス第24巻に収録）に登場する。
この道具から出る液のしずくを床や地面に垂らすと、そのしずくを頂点として囲まれた場所が自分の縄張りとなり、他の者は逆らえなくなってしまう。ただし、しずくを垂らすには道具を自分の腹につけ、四つんばいで片足をあげ、まるでイヌが道端に小便をするようなみっともないポーズを取らなければならない。また、液は10メートル以内の間隔で垂らさないと効果がない。

## なんでもカッター
なんでもカッターは、「トカゲロン」（ぴっかぴかコミックス第2巻に収録）に登場する。
乗用車のような大きい物から、おもちゃのような小さい物まで、なんでもきれいに切り落とすことができる。
名称の初出はテレビアニメ第2作第1期「トカゲロン」（1985年4月26日放送、レンタル専用VHS『21世紀テレビ文庫 テレビ版ドラえもん』第5巻に収録）。

## なんでも共通割引券
なんでも共通割引券（なんでもきょうつうわりびきけん）は、「なんでも割引券」（藤子・F・不二雄大全集13巻に収録）に登場する。
この割引券を使うと、なんでも割り引くことができる。買物に使用すれば値段が割り引かれるのはもちろんのこと、お小言の時間を割り引いて短くしてもらったり、宿題のノートに挟んで宿題を少し済ますだけで許してもらえたりと、数字に関することならさまざまに活用できる。ただし、テストの点数など多い方がいい数字までも割引対象になりえる。
割引率は10%から100%まで用意されており、100%の券を買物に使えばどんなに高額な物でも無料で購入できるが、100%の券はたった1枚しか用意されていない。

## なんでも空港
なんでも空港（なんでもくうこう）は、「なんでも空港」（てんとう虫コミックス32巻に収録）に登場する。
紙工作の空港のような道具で、折りたたまれている滑走路を数メートルほどに広げて使う。これを地面に広げておくと、空を飛んでいるものは生物から無生物に至るまで（ジャンボジェットのような巨大な飛行物体でも）ひとりでにこの空港へ降りてくる。元通りに空港を折畳むと効果はなくなる。
昆虫を集めようとしてジャイアンとスネ夫が使用した際には、空から藤子不二雄両作品のキャラクターが多数登場し、「日本の空には、へんなものが飛んでるんだなあ」と二人を呆れさせた（テレビアニメ第2作第2期「なんでも空港」ではドラえもんたちが使用した際に藤子不二雄両作品のキャラクターが多数登場（前述のジャイアンとスネ夫の台詞も「日本の空にはいろいろなものが飛んでるんだなあ」というドラえもんの台詞に変更）。
テレビアニメ第2作第2期などでは、タケコプターには対応せず、タケコプターを使用していたドラえもんやのび太は下りてきていない。
| キャラクター名     | 登場                                               | 原典                                 | 備考  |
| ------------------ | -------------------------------------------------- | ------------------------------------ | ----- |
| オバケのQ太郎      | 原作                                               | 『オバケのQ太郎』                    | [ 4 ] |
| 怪物くん           | 原作                                               | 『怪物くん』                         |       |
| パーマン1号        | テレビアニメ第2作第1期 テレビアニメ第2作第2期      | 『パーマン』                         | [ 5 ] |
| パーマン2号        | テレビアニメ第2作第1期 テレビアニメ第2作第2期      | 『パーマン』                         |       |
| パーマン3号        | テレビアニメ第2作第1期 テレビアニメ第2作第2期      | 『パーマン』                         |       |
| パーマン4号        | テレビアニメ第2作第2期                             | 『パーマン』                         |       |
| バードマン         | テレビアニメ第2作第2期                             | 『パーマン』                         |       |
| ウメ星デンカ       | 原作 テレビアニメ第2作第1期 テレビアニメ第2作第2期 | 『ウメ星デンカ』                     |       |
| 佐倉魔美           | 原作 テレビアニメ第2作第1期 テレビアニメ第2作第2期 | 『エスパー魔美』                     |       |
| コンポコ           | テレビアニメ第2作第2期                             | 『エスパー魔美』                     |       |
| 春日エリ           | テレビアニメ第2作第2期                             | 『チンプイ』                         | [ 6 ] |
| チンプイ           | テレビアニメ第2作第2期                             | 『チンプイ』                         | [ 6 ] |
| ワンダユウ         | テレビアニメ第2作第2期                             | 『チンプイ』                         | [ 6 ] |
| ロボケット         | テレビアニメ第2作第2期                             | 『すすめロボケット』                 | [ 7 ] |
| すすむ             | テレビアニメ第2作第2期                             | 『すすめロボケット』                 | [ 7 ] |
| みっちゃん         | テレビアニメ第2作第2期                             | 『すすめロボケット』                 | [ 7 ] |
| 並平凡             | テレビアニメ第2作第2期                             | 『T・Pぼん』                         |       |
| リーム・ストリーム | テレビアニメ第2作第2期                             | 『T・Pぼん』                         |       |
| ハルカ星の宇宙人   | テレビアニメ第2作第2期                             | 『ドラえもん』「未知とのそうぐう機」 |       |

- 原作 - ジャイアン・スネ夫使用時。
- テレビアニメ第2作第1期 - ジャイアン・スネ夫使用時。1989年3月3日放送。
- テレビアニメ第2作第2期 - ドラえもん・のび太・しずか使用時。2014年8月1日放送。

## なんでもじゃ口
なんでもじゃ口（なんでもじゃぐち）は、「まほうのじゃぐち」（藤子・F・不二雄大全集第4巻に収録）に登場する。
水道の蛇口を模した道具。適当な場所に貼り付けて蛇口をひねると飲み物が出る。ジュース、コーラ、ミルク、お茶、酒などさまざまな種類の蛇口がある。
てんとう虫コミックスでは、第6巻収録「ドラえもん百科 すばらしい道具のいろいろ」で紹介されている。類似品にどこでも蛇口がある。

## なんでもそうじゅう機
なんでもそうじゅう機（なんでもそうじゅうき）は、「なんでもそうじゅう機」（てんとう虫コミックススペシャル『ドラえもんカラー作品集』第3巻に収録）に登場する。
これを何らかの物体に取り付ければ、その物体を自由自在に操れる。自動車のハンドル型のタイプと、操縦桿型の「飛行機タイプ」との2タイプがあり、飛行機タイプの方は空も飛べる。
なお、別に取り付ける物はタンス、タイムマシン、土管、ベッドなどなんでもよい。

## なんでもたまごにする機械
なんでもたまごにする機械（なんでもたまごにするきかい）は、「なんでもたまごに…」（ぴっかぴかコミックススペシャル『カラー版ドラえもん』に収録）に登場する。
全高2mほどのニワトリ型の機械で、口に物を放り込むと、その物が中に入った卵が出てくる。
てんとう虫コミックスでは、第6巻収録「ドラえもん百科 すばらしい道具のいろいろ」でのみ紹介しており、名称を「口からいれたものがたまごになってでてくるマシン」としている。

## なんでもツリー
なんでもツリーは、「なんでもツリー」（藤子・F・不二雄大全集第18巻に収録）に登場する。
植木鉢に木が生えており、さまざまな実の描かれたボタンが鉢に備わっている。ボタンを押すと、その実がたちまち木に実る。毛虫のボタンもあり、押すと木から毛虫がわく。

## なんでもナレーター
なんでもナレーターは、テレビ特別番組「ドラえもん・ヨーロッパ鉄道の旅」に登場する。
マイクのような頭部をした人形で、さまざまな知識に精通し、流暢に解説してくれる（声 - 野沢雅子）。作中ではドラえもんの四次元ポケットから上半身を出して、随所でヨーロッパの鉄道や観光名所などの解説役を担う。感情も持っており、ドラえもんやのび太にツッコミを入れたりもする。

## なんでもロープ
なんでもロープは、「なんでもロープ」（ぴっかぴかコミックススペシャル『カラー版ドラえもん』に収録）に登場する。
長い縄のような道具。これを輪にして動物や乗り物の形にすると本物のように動き、乗り物なら人が乗ることもできる。
類似した道具に世話やきロープ、まほうのひもがある。

## なんとかばち
なんとかばちは、「ハチにたのめば何とかなるさ」（てんとう虫コミックス『ドラえもんプラス』第1巻に収録）に登場する。
困ったときになんとかしてくれるハチ型ロボット。困っている人に向かって、ハチの巣型の道具からこのハチを解き放つと、偶然の状況が積み重なることで困っていることが解決する。たとえばのび太が庭の水撒きをしなければならなくなったとき、ハチがジャイアンとスネ夫を追い回してのび太の家の庭に誘導し、2人がハチを追い払おうとホースで水を撒き散らしたことで、結果的に庭の水撒きが完了したりした。